# Oscar Skagerberg
Oscar Skagerberg, född 24 april 1981, är en svensk skådespelare. Han är utbildad vid Teaterhögskolan i Luleå.

## Filmografi[2]
| År   | Titel                               | Roll                 | Notering              |
| ---- | ----------------------------------- | -------------------- | --------------------- |
| 2008 | Edderkoppen bakeri                  | Andra bagaren        | Video                 |
| 2009 | Scener ur ett kändisskap            | Sig själv            |                       |
| 2011 | Gränsen                             | Tysk vid stenen      |                       |
| 2011 | Dark Side                           | Rupert               | Kortfilm              |
| 2011 | Anno 1790                           | Carl Peter Thorén    | TV-serie (1 avsnitt)  |
| 2012 | Bruket                              |                      | Kortfilm              |
| 2012 | Äkta människor                      | Jago                 | TV-serie (2 avsnitt)  |
| 2012 | Kommissarien och havet              | Thierry              | TV-serie (1 avsnitt)  |
| 2012 | Gustafsson 3 tr                     | Klas                 | TV-serie (1 avsnitt)  |
| 2013 | Fjällbackamorden: Ljusets drottning | Henrik               | TV-film               |
| 2016 | Midnattssol                         | Kristoffer Hanki     | TV-serie (6 avsnitt)  |
| 2017 | When You Are Lärare                 | Douglas              | TV-serie (6 avsnitt)  |
| 2017 | Finaste familjen                    | Robin                | TV-serie (1 avsnitt)  |
| 2017 | Upptaget                            | Adrian               | Kortfilm              |
| 2017 | 95                                  | Andersson            |                       |
| 2018 | Boom Boom                           | Hans                 | Kortfilm              |
| 2018 | Maria Wern                          | Joakim Rogers        | TV-serie (2 avsnitt)  |
| 2018 | Draug                               | Kol                  |                       |
| 2019 | Sye Raa Narasimha Reddy             | Jackson              |                       |
| 2020 | Hamilton                            | Eckhardt von Mentzer | TV-serie (3 avsnitt)  |
| 2020 | The Last Kingdom                    | Bjorgulf             | TV-serie (2 avsnitt)  |
| 2021 | Zero Chill                          | Anton Hammarström    | TV-serie (10 avsnitt) |
| 2023 | Börje – The Journey of a Legend     | Stig Salming         | TV-serie (4 avsnitt)  |
| 2025 | Beck – Den osynlige mannen          | Viktor Roos          | TV-film               |